# 평강 채씨
평강 채씨(平康蔡氏)는 강원도 평강군을 본관으로 하는 한국의 성씨이다. 감찰 규정(監察糾正) 채경연(蔡敬延)의 현손 채송년(蔡松年)이 고려 고종 때 문하시랑평장사(門下侍郞平章事)에 올랐다.

## 역사
평강채씨(平康蔡氏) 시조 채경연(蔡敬延)은 감찰규정(監察糾正)의 벼슬을 하였다. 아들 채방(蔡邦)이 검교신호위 대장군(檢校神虎衛大將軍), 손자 채수갑(蔡壽甲)이 문림랑사재동정(文林郞司宰同正), 증손자 채영(蔡泳)이 태묘서령(太廟署令)을 지냈다.
채영(蔡泳)의 아들 채송년(蔡松年)이 고려 고종 때에 최향의 난을 평정하고 대장군(大將軍)에 올랐으며 금자광록대부(金紫光祿大夫)로 문하시랑평장사(門下侍郞平章事)를 지냈다. 시호는 경평(景平)이다. 중시조 채송년의 묘소는 강원도 평강군 유진면(楡津面)에 있고, 후손들이 대대로 평강에 세거하면서 관향으로 삼았다.
채송년의 장남 평강군(平康君) 채정(蔡楨)은 중서시랑평장사(中書侍郞平章事), 차남 채자화(蔡子華)는 문하시랑평장사(門下侍郞平章事)의 벼슬을 하였으며, 채자화의 아들 채모(蔡模), 채모의 아들 채종린(蔡宗麟) 등 4세가 연달아 승상(丞相)을 지내면서 8명의 정승을 배출하였다.
채송년의 손자 채인평(蔡仁平)·채인규(蔡仁揆)·채모(蔡謨)가 각각 동지밀직사사(同知密直司事)·첨의중찬(僉議中贊)·부밀직사사(副知密直司事)를 지내면서 세족으로 성장하였다. 채인규의 아들 채우(蔡禑)와 채모의 아들 채종린(蔡宗璘)·채종서(蔡宗瑞)도 각각 삼사사(三司使)·우승지(右承旨)·판사(判事)를 지내면서 가세를 이어 갔으며, 채영의 고손자인 채홍철(蔡洪哲)·채하중(蔡河中)·채하로(蔡河老) 부자도 찬성사(贊成事)·정승(政丞)·판종부시사(判宗簿寺事)를 각각 역임하는 등 가세가 더욱 번창하였다.
조선조에서는 채제공(蔡濟恭)이 영의정에 올랐다.

## 인물
- 채정(蔡楨) : 채송년의 아들. 원종이 몽골에 갈 때 호종한 공으로 참지정사(參知政事)에 올랐다. 1271년 문하시랑평장사로 치사하였다.
- 채인규(蔡仁揆, ? ~ 1303년) : 평장사(平章事) 채정(蔡禎)의 아들. 벼슬은 도첨의중찬(都僉議中贊)에 이르렀다. 시호는 양정(良靖)이다.
- 채홍철(蔡洪哲, 1262년 ~ 1340년) : 자는 무민(無悶), 호는 중암거사(中菴居士). 1283년(충렬왕 9) 과거에 급제해 응선부녹사(膺善府錄事)에 보임된 뒤 통례문지후(通禮門祗候)로 장흥부(長興府)에 출보되었다. 1308년 충선왕이 즉위하자 밀직부사(密直副使)로 승진하였다. 1314년(충숙왕 1) 지밀직사사(知密直司事)로 5도순방계정사(五道巡訪計定使)에 임명되었다. 1315년 첨의평리(僉議評理)에 오르고, 이어 삼사사(三司事)·찬성사(贊成事)를 역임하고, 1320년 평강군(平康君)에 봉해졌다. 1332년 충숙왕이 복위하자 다시 찬성사로 기용되어 삼중대광(三重大匡) 순천군(順天君)으로 개봉(改封)되고, 순성보익찬화공신(純誠輔翊贊化功臣)의 호를 받았다.
- 채하중(蔡河中, ? ~ 1358년) : 채홍철의 아들. 1342년 정승으로서 1등공신이 되고, 1344년(충목왕 즉위) 우정승을 거쳐 1354년 평강부원군(平康府院君)에 봉해졌다.
- 채세걸(蔡世傑, 1480년 ∼ ?) : 1510년(중종 5) 식년 문과에 아원으로 급제하고, 이조참판(吏曹參判), 삼도관찰사(三道觀察使)를 역임하였다.
- 채세영(蔡世英, 1490년 ~ 1568년) : 1517년 별시 문과에 급제하고, 명종조에 공조판서(工曹判書), 호조판서(戶曹判書), 의정부 좌우참찬(議政府左右參贊) 겸 지경연(兼知經筵)에 이르렀다.
- 채유후(蔡裕後, 1599년 ∼ 1660년) : 1623년(인조 1) 문과에 장원으로 급제하고 효종조에 대제학, 대사헌, 이조판서, 형조판서, 예조판서 등을 역임하였다. 시호는 문혜(文惠)이다.
- 채팽윤(蔡彭胤, 1669년 ∼ 1731년) :  병조참판, 부제학.
- 채제공(蔡濟恭, 1720년 ∼ 1799년) : 1735년(영조 11) 향시에 급제한 뒤 1743년 문과에 급제하여 대사간·대사헌·경기감사·개성유수·예문관제학·비변사당상·홍문관제학·함경도관찰사·한성판윤을 지냈다. 1770년부터는 병조·예조·호조판서를 역임하고, 1772년 이후 세손우빈객·공시당상(貢市堂上)이 되었다. 1775년 평안도관찰사를 지내고, 정조가 왕세손으로 대리청정한 뒤에는 호조판서·좌참찬으로 활약하였다. 사도세자 죽음에 대한 책임자들을 처단할 때 형조판서 겸 판의금부사로서 옥사를 처결하였다. 1788년 우의정에 특채되었고, 1790년 좌의정이 되어 3년 간에 걸치는 독상(獨相)으로서 정사를 하였다. 1793년 영의정에 올랐다.
- 채몽인(蔡夢印, 1917년 ~ 1970년) : 애경그룹 창업자.
- 채영석(蔡映錫, 1934년 ~ 2006년) : 제13·14·15대 국회의원.
- 채영복(蔡永福, 1937년 ~ ) : 제4대 과학기술부 장관.
- 채한병(蔡韩炳, 1946년 ~ )
- 채일병(蔡日炳, 1947년 ~ ) : 제17대 국회의원.
- 채수찬(蔡秀澯, 1955년 ~ ) : 제17대 국회의원. KAIST 교수.
- 채동욱(蔡東旭, 1959년 ~ ) : 제39대 검찰총장. 족보명 채욱섭(蔡旭燮).
- 채형석(蔡亨碩, 1960년 ~ ) : 애경그룹 부회장.
- 채정룡,1953년

```
  :
국립군산대학교
총장.
```

## 항렬표
- 대동항렬(중시조로 1세)

| 15세     | 16세   | 17세     | 18세   | 19세     | 20세   | 21세              | 22세          | 23세              | 24세   | 25세     | 26세   | 27세              | 28세          | 29세              | 30세          | 31세              | 32세          | 33세              | 34세          | 35세              | 36세          | 37세              | 38세          | 39세              | 40세          | 41세              | 42세          | 43세              | 44세          | 45세              | 46세          | 47세              | 48세          |
| -------- | ------ | -------- | ------ | -------- | ------ | ----------------- | ------------- | ----------------- | ------ | -------- | ------ | ----------------- | ------------- | ----------------- | ------------- | ----------------- | ------------- | ----------------- | ------------- | ----------------- | ------------- | ----------------- | ------------- | ----------------- | ------------- | ----------------- | ------------- | ----------------- | ------------- | ----------------- | ------------- | ----------------- | ------------- |
| 口후(後) | 시(時) | 口윤(胤) | 응(膺) | 口공(恭) | 홍(弘) | 口영(永) 口간(澗) | 동(東) 상(相) | 口묵(默) 口섭(燮) | 규(奎) | 口석(錫) | 수(洙) | 口병(秉) 口주(柱) | 희(熙) 경(炅) | 口기(基) 口배(培) | 종(鍾) 전(銓) | 口원(源) 口홍(洪) | 영(榮) 상(相) | 口열(烈) 口환(煥) | 건(建) 기(起) | 口호(鎬) 口현(鉉) | 순(淳) 한(漢) | 口식(植) 口모(模) | 병(炳) 용(容) | 口균(均) 口재(在) | 진(鎭) 일(鎰) | 口제(濟) 口구(求) | 수(秀) 낙(樂) | 口엽(燁) 口현(炫) | 헌(憲) 희(喜) | 口회(會) 口용(鏞) | 태(泰) 하(河) | 口근(根) 口술(述) | 연(然) 형(炯) |

## 과거 급제자
평강 채씨는 조선시대 문과 급제자 45명, 무과 급제자 61명을 배출하였다.
고려 문과
채극경(蔡克敬) 채우(蔡禑) 채홍철(蔡洪哲)
고려 사마
채홍철(蔡洪哲)
문과
채겸길(蔡謙吉) 채경선(蔡慶先) 채경승(蔡慶承) 채계선(蔡繼先) 채과영(蔡果永)
채기선(蔡基善) 채난종(蔡蘭宗) 채대영(蔡大永) 채동식(蔡東寔) 채동영(蔡東英)
채동직(蔡東直) 채동하(蔡東夏) 채명윤(蔡明胤) 채석경(蔡碩卿) 채성구(蔡聖龜)
채성윤(蔡成胤) 채세걸(蔡世傑) 채세걸(蔡世傑) 채세영(蔡世英) 채승선(蔡承先)
채용묵(蔡容默) 채원묵(蔡元默) 채위하(蔡緯夏) 채유후(蔡裕後) 채유후(蔡裕後)
채응만(蔡膺萬) 채응복(蔡膺福) 채정영(蔡定永) 채정하(蔡廷夏) 채제공(蔡濟恭)
채지영(蔡趾永) 채지지(蔡知止) 채진술(蔡陳述) 채충원(蔡忠元) 채침(蔡忱)
채침(蔡忱) 채팽윤(蔡彭胤) 채형(蔡衡) 채홍리(蔡弘履) 채홍면(蔡弘勉)
채홍면(蔡弘勉) 채홍백(蔡弘伯) 채홍운(蔡弘韻) 채홍원(蔡弘遠) 채홍직(蔡弘直)
무과
채광신(蔡光臣) 채광윤(蔡光胤) 채광정(蔡光鼎) 채규승(蔡奎昇) 채기태(蔡起溙)
채달련(蔡達蓮) 채덕윤(蔡德潤) 채덕장(蔡德章) 채덕홍(蔡德洪) 채동건(蔡東健)
채동규(蔡東奎) 채두필(蔡斗必) 채득좌(蔡得佐) 채만웅(蔡萬雄) 채몽구(蔡夢龜)
채무성(蔡武成) 채석란(蔡錫鸞) 채세규(蔡世規) 채세만(蔡世萬) 채세복(蔡世福)
채세우(蔡世佑) 채세좌(蔡世佐) 채세창(蔡世昌) 채숙(蔡橚) 채승선(蔡承善)
채승현(蔡承賢) 채시구(蔡蓍龜) 채시언(蔡時言) 채시열(蔡時說) 채시욱(蔡時郁)
채시웅(蔡時雄) 채시형(蔡時亨) 채억빈(蔡億彬) 채영언(蔡永彦) 채영침(蔡永沈)
채용구(蔡龍九) 채우택(蔡雨澤) 채우향(蔡佑香) 채응사(蔡應士) 채응제(蔡膺禔)
채인거(蔡麟擧) 채인해(蔡仁海) 채임생(蔡任生) 채정숙(蔡廷淑) 채정원(蔡廷元)
채정윤(蔡廷胤) 채정하(蔡挺夏) 채제민(蔡濟民) 채종윤(蔡宗胤) 채준구(蔡俊龜)
채집(蔡緝) 채처공(蔡處恭) 채한장(蔡漢章) 채해(蔡海) 채호(蔡灝)
채후침(蔡後沈) 채흥발(蔡興發) 채흥영(蔡興永) 채흥원(蔡興元) 채희선(蔡希善)
채희징(蔡希澄)
생원시
채겸길(蔡謙吉) 채경묵(蔡敬默) 채계선(蔡繼先) 채광국(蔡光國) 채구석(蔡龜錫)
채규장(蔡奎章) 채길선(蔡吉先) 채동신(蔡東臣) 채동연(蔡東延) 채동찬(蔡東贊)
채명윤(蔡明胤) 채범하(蔡範夏) 채상(蔡瑺) 채석진(蔡錫鎭) 채석현(蔡錫賢)
채세걸(蔡世傑) 채세호(蔡世豪) 채승선(蔡承先) 채승선(蔡承先) 채승영(蔡升永)
채시겸(蔡時謙) 채시익(蔡時益) 채용제(蔡龍濟) 채운영(蔡運永) 채원상(蔡元祥)
채유후(蔡裕後) 채윤공(蔡倫恭) 채응복(蔡膺福) 채이태(蔡以泰) 채익구(蔡益九)
채익준(蔡翊俊) 채재(蔡梓) 채정후(蔡鄭後) 채종영(蔡宗永) 채진묵(蔡晉默)
채진형(蔡震亨) 채진후(蔡振後) 채항하(蔡恒夏) 채해(蔡楷) 채홍제(蔡弘濟)
채희영(蔡希永)
진사시
채경규(蔡慶奎) 채경빈(蔡慶彬) 채경선(蔡慶先) 채과영(蔡果永) 채광택(蔡光宅)
채규선(蔡奎璿) 채규하(蔡奎夏) 채규한(蔡奎翰) 채노영(蔡魯永) 채달주(蔡達周)
채덕연(蔡德淵) 채도공(蔡道恭) 채동양(蔡東陽) 채득순(蔡得淳) 채명구(蔡明龜)
채명하(蔡命夏) 채범하(蔡範夏) 채병석(蔡丙錫) 채상(蔡相) 채상범(蔡相範)
채석제(蔡奭濟) 채성영(蔡聲永) 채세영(蔡世英) 채세호(蔡世豪) 채수팔(蔡壽汃)
채승선(蔡承先) 채시경(蔡時鏡) 채시구(蔡時龜) 채신영(蔡臣永) 채영후(蔡榮後)
채영흠(蔡永欽) 채우공(蔡友恭) 채우서(蔡禹瑞) 채우석(蔡禹錫) 채우영(蔡愚永)
채유제(蔡有濟) 채윤영(蔡胤永) 채윤전(蔡閏銓) 채응만(蔡膺萬) 채응일(蔡膺一)
채의영(蔡宜永) 채익(蔡益) 채장묵(蔡長默) 채정길(蔡廷吉) 채정묵(蔡定默)
채정윤(蔡禎胤) 채정하(蔡呈夏) 채종영(蔡宗永) 채중묵(蔡重默) 채지공(蔡之恭)
채진형(蔡震亨) 채충연(蔡忠衍) 채충원(蔡忠元) 채치묵(蔡致默) 채침(蔡忱)
채팽윤(蔡彭胤) 채항묵(蔡恒默) 채현국(蔡顯國) 채현준(蔡顯俊) 채현중(蔡顯重)
채형후(蔡亨後) 채홍규(蔡弘圭) 채홍리(蔡弘履) 채홍면(蔡弘勉) 채홍신(蔡弘臣)
채홍일(蔡弘一) 채홍준(蔡弘俊)
의과
채장손(蔡長孫) 채형온(蔡亨溫)
음관
채경묵(蔡慶默) 채과영(蔡果永) 채과영(蔡果永) 채광신(蔡光臣) 채규룡(蔡奎龍)
채규룡(蔡奎龍) 채규봉(蔡奎鳳) 채규봉(蔡奎鳳) 채규붕(蔡奎鵬) 채규상(蔡奎常)
채규상(蔡奎常) 채규선(蔡奎璿) 채규승(蔡奎昇) 채규승(蔡奎昇) 채규준(蔡奎駿)
채규항(蔡奎恒) 채규항(蔡奎恒) 채대영(蔡大永) 채동건(蔡東健) 채동규(蔡東奎)
채동규(蔡東奎) 채동술(蔡東述) 채동식(蔡東寔) 채동양(蔡東陽) 채동유(蔡東逌)
채동직(蔡東直) 채동하(蔡東夏) 채문영(蔡文永) 채상묵(蔡相默) 채신영(蔡臣永)
채신영(蔡臣永) 채용묵(蔡容默) 채원묵(蔡元默) 채은묵(蔡殷默) 채은묵(蔡殷默)
채정묵(蔡定默) 채정묵(蔡鼎默) 채지영(蔡趾永) 채학영(蔡學永) 채홍운(蔡弘韻)
채홍원(蔡弘遠)

## 인구
- 1985년 14,327가구 59,955명
- 2000년 21,373가구 69,256명
- 2015년 84,877명

## 같이 보기
- 인천 채씨
- 광주 채씨
- 음성 채씨